# Inquisición peruana

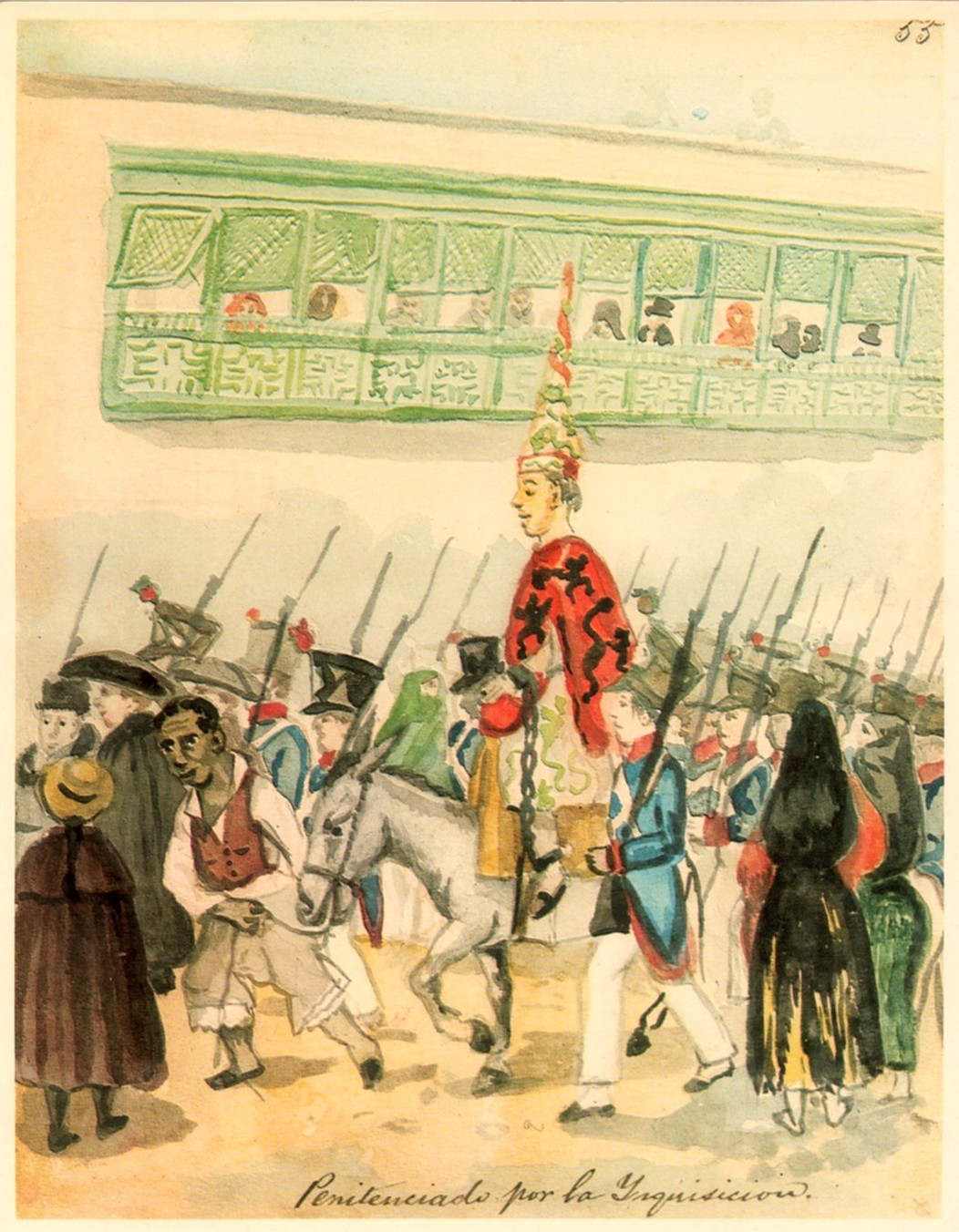
Pintura acuarela por Francisco Fierro ilustrando un individual aguantado por la Inquisición y siendo desfilado a través de las calles de Lima.

La Inquisición peruana se estableció el 9 de enero de 1570 y terminó en 1820. El Santo Oficio y el tribunal de la Inquisición estaban ubicados en Lima, centro administrativo del Virreinato del Perú.

## Historia
A diferencia de la Inquisición española y de la Inquisición medieval, en la Inquisición peruana tanto las autoridades como la iglesia dependían de la aprobación de la Corona para ejercer la jurisdicción.
En 1813 se abolió por primera vez en virtud de un decreto de las Cortes. El 23 de septiembre de 1813, ocurrió un tumulto vandálico que destruyó enseres y parte de los archivos:

Mención aparte es el Archivo del Tribunal de la Santa Inquisición, que el 23 de septiembre de 1813 sufrió el saqueo de la masa enardecida luego de que esta institución fuera abolida.
Omar Rojas Herrera

En 1815 se reconstituyó, pero su objetivo eran ahora las ideas de los Enciclopedistas franceses y textos similares, y a la mayoría de los acusados de delitos sólo se les concedió la libertad condicional. Con el ascenso del masón José de la Serna al virreinato, que coincidió con el ascenso de la facción nacionalista (ya que ambas facciones se preparaban para luchar entre sí en la Guerra de la Independencia del Perú), la Inquisición fue abolida por el gobierno liberal español.

## Indios en la inquisición
A finales del siglo XVII, el arequipeño Don Juan Nuñez Vela de Ribera, representando a los "illustres Cavalleros Ingas del Reino del Perú" (la Nobleza incaica), le solicitó al rey Don Carlos II de España que "Su Magestad se sirviesse de admitir a los indios a ser Ministros del Santo Oficio de la Inquisición", en base a que ya estaban en condiciones de tener la calidad de cristianos viejos, limpios y nobles.
El Consejo Supremo de Inquisidores, presidido por Don Diego Sarmiento Valladares, aprobó la propuesta, fundamentando que son "diez los inquisidores que avalan la petición a favor de los indios nobles".
Siendo así que, el 16 de abril de 1693, el rey Don Carlos II de España aprobó la solicitud que reconocía que los indios nobles, en general para toda la Monarquía Hispánica, pudieran acceder a la Sagrada Congregación del Santo Oficio de la Inquisición. Con el trabajo de que detectaran en su diócesis los textos, correspondencia y todo tipo mensaje sospechoso que pudiese contener ideas contrarias a la doctrina de la Iglesia Católica.
El 22 de marzo de 1697 el rey Don Carlos II de España, con la Cédula de Equiparación confirió el acceso de los indios nobles a todos los cargos seculares y eclesiásticos en las iglesias, capellanías, colegios, catedrales y puestos militares.

"De que puedan acceder los indios a los puestos eclesiasticos o seculares, gubernativos, politicos, y de guerra, que todos piden limpieza de sangre, y por estatuto la calidad de nobles".
Carlos II, 1697

Posteriormente, se haría en el año 1700 un lienzo conmemorativo del pedido al "Inca Católico", Don Carlos II, para que los indígenas puedan ser partícipes del tribunal del Santo Oficio. Este lienzo esta resguardado en la Colección de la Congregación de Religiosas Concepcionistas Franciscanas de Copacabana, Lima. Posee la siguiente frase:

"Los Señores del Consejo Supremo de la Santa General Inquisición que a nuestro poderosisimo Inca Don Carlos II, Augustisimo Emperador de la América, hicieron la consulta de que Su Majestad se sirviese de admitir a los indios a ser Ministros del Santo Oficio, fueron [...] Publicose el 16 de abril de 1693 en dicho Supremo Consejo, un decreto de Su Majestad en que se confirmaba la dicha consulta. Siendo virrey el Excelentísimo Señor Don Melchor Portocarrero Laso de la Vega, Conde de la Moncloba, año de 1700."

## Estadística de Procesados
Una revisión de las cifras dadas por Escandell nos indica que en sus inicios el Tribunal se dedicaba a supervisar la población europea. En ella se incluye tanto a los denominados "cristianos viejos" como a algunos descendientes de conversos, principalmente los de ascendencia judía, quienes, evadiendo expresas prohibiciones reales, llegaban a las provincias hispanoamericanas. Hay que reiterar que la gran mayoría de la población peruana estaba constituida por indígenas, quienes, como neófitos en el cristianismo, quedaron fuera de la esfera de jurisdicción del Tribunal, conforme a lo dispuesto por los reyes de España. También resulta llamativo el alto porcentaje de procesados extranjeros, el cual supera su correspondiente participación demográfica. Esta ha sido calculada para el período 1532-1560 entre un 8% y 12%. Ello se explica por razones de Estado que hacían indispensable controlar a posibles espías de las potencias enemigas de España.
| GRUPOS ETNICOS             | PROCESOS | PORCENTAJES |
| Españoles                  | 391      | 78.57%      |
| Extranjeros                | 86       | 17.30%      |
| Mestizos, negros y mulatos | 21       | 4.13%       |
| Total                      | 498      | 100.00%     |

En lo que se refiere al tipo de sentencias, la mayor parte de las mismas son abjuraciones que totalizan 173 y equivalen al 67%. Así, las dos terceras partes de los sentenciados abjuraban de sus errores, a ellos se les añadía, mayormente, algunas penas espirituales y el pago de los costos de los procesos o algunas multas. Los reconciliados y los absueltos llegaban a 30 y 29 respectivamente, mientras que los procesos suspendidos fueron 8. Resultaron condenados a muerte 6 y se quemaron 9 efigies. De los condenados al quemadero, 5 eran judaizantes portugueses: Lucena de Baltasar, Duarte Núñez de Cea -ambos salieron en el auto de 1600- Duarte Enríquez, Diego López de Vargas y Gregorio Díaz Tavares salieron en el auto de 1605. El bachiller Juan Bautista del Castillo fue el único limeño condenado a la pena de hoguera -en toda la historia de este Tribunal- por proposiciones contrarias a la fe, las cuales difundió por toda la ciudad en medio del escándalo público.

### Condenados a muerte por el Tribunal de Lima (1569-1820)
| CAUSA           | NÚMERO | PORCENTAJE |
| Judaizantes     | 23     | 71.88%     |
| Protestantes    | 6      | 18.75%     |
| Proposiciciones | 2      | 6.25%      |
| Alumbrados      | 1      | 3.12%      |
| Total           | 32     | 100.00     |

Un análisis del cuadro siguiente nos deja en claro que, ante todo, el tribunal limeño se dedicaba a ver asuntos relativos a la moral pública o social, que comprendían el 65.83% del total de procesos. Lo que preocupaba al Santo Oficio era mantener vigente la escala de valores aceptados por la población en dicho contexto histórico; es decir, los principios cristianos, tales como el respeto a Dios, a la Iglesia, a la Virgen María, al sacramento del matrimonio, al estado sacerdotal y el consiguiente voto de castidad; a los principios morales, etc. Cabe agregar que las herejías propiamente dichas sólo representan el 13.27% del total, lo que demuestra la eficacia de los controles establecidos para evitar la propagación de las sectas protestantes y la infiltración de los falsos conversos en Indias.

### Estructura delictiva (1570-1600)
| TIPOLOGÍA DE LOS PROCESOS                                                        | %     |
| Delitos contra la fe (luteranos, judaizantes, moriscos, etc)                     | 13.27 |
| Expresiones malsonantes (blasfemos, renegados, etc.)                             | 30.18 |
| Delitos sexuales (bígamos, solicitantes, etc.)                                   | 28.00 |
| Contra el Santo Oficio                                                           | 4.63  |
| Prácticas supersticiosas (invocaciones al demonio, hechicería, quiromancia, etc) | 7.65  |
| Otros delitos (no específicos)                                                   | 16.27 |

Tipología de las causas (1621-1700)
| TIPOS DE DELITOS       | ENCAUSADOS |
| Judaizantes            | 137        |
| Luteranos              | 6          |
| Proposiciones          | 31         |
| Bigamos                | 90         |
| Solicitantes           | 8          |
| Sortilegios            | 7          |
| Contra el Santo Oficio | 16         |
| Varios                 | 30         |
| Total                  | 395        |

Para entender el comportamiento del Santo Oficio en las Indias durante el siglo XVIII (1700-1820) se torna indispensable considerarlo dentro del contexto histórico. Nuevas corrientes ideológicas, con claras connotaciones políticas, se hicieron presentes llamando la atención de los monarcas y, por supuesto, del Santo Oficio. Este no sólo se vio ante amenazas a la fe y la moral sino, al mismo tiempo, al sistema político en el cual estaba insertado. Estas doctrinas se desarrollaron inicialmente en reducidos círculos intelectuales. El contrabando de libros prohibidos se incrementó junto con el aumento de la penetración de extranjeros que llevaban a España las nuevas ideas e inquietudes del siglo. Ambos hechos influyeron en los cambios producidos en las universidades y en la creación de sociedades de amigos del país, propugnadoras estas últimas de reformas profundas con intenciones por el beneficio del progreso de las colonias. Estas corrientes liberales fueron adaptadas en las Indias, es decir, se acriollaron, para evitar la herejía manifiesta. Así, se produjo una mezcla de racionalismo y tradicionalismo manifestado en la adopción de criterios del primer tipo junto con el mantenimiento de la fidelidad a la Iglesia Católica.
La mayor parte de las causas del período 1700-1750 correspondieron más a delitos contra la moral -sortilegios, bigamia, etc.- que a las herejías propiamente dichas. De los 319 procesados, 90 lo fueron por sortilegios y 97 por delitos sexuales (77 por bígamos y 20 por solicitantes), lo que en su conjunto equivale a un 58% de los encausados. Estos se vieron en tal situación por haber cometido delitos contra la moral, de la cual el Tribunal era celoso guardián. Por otra parte, los delitos contra la fe propiamente dichos llegaron a los 102; de estos, 49 por sustentación de proposiciones heréticas, 36 por luteranismo y 17 por judaizantes. Además, 4 fueron encausados por faltas contra el Santo Oficio y otros 26 por diversos motivos. El único caso de condena al brazo secular fue el de Ana de Castro. La mayoría de los enjuiciados fue sentenciada a realizar las consabidas abjuraciones ad cautelam, a las cuales se agregaban penas espirituales y, en los casos más serios, penas corporales y destierros.
En lo que respecta a las proposiciones heréticas, estas llegaron a 42, incluyendo los casos de blasfemia. Cabe destacar las sanciones que recibían los bígamos, las que consistían en alguna cantidad de azotes, el destierro por un tiempo determinado -entre seis meses y diez años- el pago de alguna multa, etc. Así, el Tribunal de la Fe defendía celosamente el Sacramento del Matrimonio y, al hacerlo, se constituía en el protector de la familia, en especial, las mujeres y los hijos. Recordemos que los bígamos solían dejar en total abandono material y espiritual a sus hogares. Ante ello el Tribunal actuaba con un evidente y loable sentido humanitario.

### Procesados por el Tribunal de Lima según sexos
(1569-1820)
| SEXO    | NUMERO | PORCENTAJE |
| Hombres | 1294   | 87.29%     |
| Mujeres | 180    | 12.21%     |
| Totales | 1474   | 100.00%    |

En cuanto a los casos de brujería y sortilegios el Santo Oficio resultó sorprendentemente benigno para su época. Mientras en los países protestantes se cuentan por decenas y aún cientos de miles las víctimas de la caza de brujas que terminaron sus días en la hoguera, el Tribunal consideraba que se trataba de un delito debido a la ignorancia de las gentes y no tenía más realidad que la que sus mentes le asignaban. A los culpables se les sentenciaba a recibir una cantidad variable de azotes que fluctuaba entre los 50 y los 200. Se podía añadir, dependiendo de la gravedad de los hechos, el destierro por tiempo determinado, la prestación de servicios en hospitales y presidios, el pago de alguna multa e, inclusive, la confiscación de bienes.